# Phalera procera
Phalera procera är en fjärilsart som beskrevs av Felder 1874. Phalera procera ingår i släktet Phalera och familjen tandspinnare. Inga underarter finns listade i Catalogue of Life.